# كريستين تالبوت
كريستين تالبوت (بالإنجليزية: Christine Talbot)‏ هي صحفية بريطانية، ولدت في 15 سبتمبر 1969.

## وصلات خارجية
- كريستين تالبوت على موقع IMDb (الإنجليزية)